# O Santeiro do Mangue
O Santeiro do Mangue é um poema escrito em forma dramática por Oswald de Andrade, um dos grandes nomes do Modernismo brasileiro. O "mangue" no título é uma referência a um "bairro de prostitutas e proxenetas no Rio de Janeiro". Teve várias redações, mas a final é datada de 15 de setembro de 1950.

## Histórico
O poema só foi publicado postumamente, muito após sua redação, devido ao teor de crítica cáustico e ao uso de linguagem vulgar. Procurando representar a própria linguagem das prostitutas, e tecer uma crítica virulenta contra a prostituição mantida, segundo o autor, pela burguesia e pela religião para assegurar a pureza das famílias legítimas, o texto tem um teor tão forte que o fez esperar mais de meio século para ser publicado.
Mário da Silva Brito, em sua introdução ao texto publicado pela editora Globo, afirma que uma das primeiras versões manuscritas pelo autor seria datada de 1936, com o título definitivo e um subtítulo "poema para fonola e desenho animado". Esta versão conteria uma dedicatória sarcástica "às Senhoras Católicas, ao Exército da Salvação e a Murilo Mendes e a Jorge de Lima, na eternidade". De fato, os dois poetas haviam publicado um livro de poemas místicos em conjunto, intitulado Tempo e Eternidade, o que prova que a referência a eles é irônica, conclusão corroborada pela crítica incisiva que o autor faz à religião em O Santeiro do Mangue.
Há uma outra versão, datada de 1944, com o título Rosário do Mangue e com o subtítulo "pantomima religiosa em trinta mistérios, um intermezzo e um epitáfio". A dedicatória agora vinha apenas aos dois poetas. Uma versão de 6 de agosto de 1950 foi dada ao autor da introdução neste mesmo ano pelo próprio Oswald, por ocasião de uma entrevista. Já vinha com o subtítulo definitivo de "mistério gozoso em forma de Ópera". Em 1967, Mário Chamie publicou uma versão mimeografada, com a data da redação de 11 de junho de 1950, e uma dedicatória a vários amigos do poeta, a Goethe e a Paul Claudel, além de Murilo Mendes, Jorge de Lima e "as Senhora Católicas, em particular".

## Crítica
Ainda em sua introdução, Mário da Silva Brito traça uma relação do poema com uma outra obra de Oswald: Os Condenados, com a diferença de que "em Os Condenados é a carne negociada nas pensões chiques, nos rendez-vous caros", enquanto O Santeiro do Mangue representa a prostituição mais baixa e miserável. O crítico define o texto como "poema libelo, com breves trechos em prosa, ateu e irreligioso, acusa a organização social pela degradação da mulher comprada e pela degradação do homem consumidor de carinhos - ambos termos da mesma sofrida equação do desamor". Contudo, em sua opinião, "esse poema irregular, cheio de altos e baixos, há de ser examinado e valorizado nas suas passagens esteticamente mais eficazes, nos seus muitos detalhes inventivos e no seu propósito desmistificador, crítico e acusatório de uma dada realidade social". Jorge Schwartz, em sua referida resenha, emite um julgamento semelhante: "Sem chegar a representar um texto síntese da poética oswaldiana, O Santeiro do Mangue sustenta um tom corrosivo da crítica social através da atitude paródica que sempre caracterizou o autor [...]". 
Haroldo de Campos propõe uma aproximação do poema com o trecho do Ulisses de James Joyce referente à Circe. Francisco Alvim propõe uma aproximação de O Santeiro do Mangue com uma série de gravuras do mesmo bairro feitas por Lasar Segall. Segundo ele, a composição de Lasar Segall seria mais equilibrada que a de Oswald, embora na obra do poeta prevalecesse a "dinâmica do drama". Menciona igualmente a semelhança com as primeiras obras do autor, em especial o já referido Os Condenados

## Personagens
Por ser escrito na forma de drama, o poema se inicia com uma apresentação das personagens:
- EDULÉIA, prostituta;
- O HOMEM DA FERRAMENTA;
- O MARINHEIRO;
- SEU OLAVO DOS SANTOS;
- JESUS DAS COMIDAS, com residência no Corcovado;
- SATÃ; com residência no mundo;
- O ESTUDANTE MARXISTA;
- O COMISSÁRIO DE POLÍCIA;
- Anjos, Anjas, Leoas, Turistas, Cafetões, Gigolôs, Michês, Mulheres de Jerusalém[14].